# Волопас
Волопа́с (лат. Boötes от греч. Βοώτης, «пахарь (на волах)»; Boo) — созвездие северного полушария неба. Наиболее благоприятные условия для наблюдения — весна и первая половина лета. Созвездие видно на всей территории России.

## Астеризмы
Созвездие формируется большим астеризмом, определяющим его визуальный облик. Встречаются различные названия астеризма — Эскимо, Воздушный Змей или Парашют. Астеризм включает звёзды α (Арктур), ε (Ицар), δ, β, γ и ρ.
Звёзды μ², β, γ и δ формируют четырёхугольник неправильной формы — так называемый Трапециевидный астеризм, частично совпадающий с астеризмом Эскимо.

## Названия звёзд
- α — Арктур
- β — Неккар
- γ — Сегин или Харис
- δ — Принцепс
- ε — Ицар, Изар или Пульхеррима (реже — Мирак)
- η — Муфрид
- κ — Асселюс Терциус
- μ — Алькалюропс
- 38 — Мерга

## Другие объекты
В созвездии Волопаса расположены галактики EGS-zs8-1 и Egsy8p7, которые на момент открытия в мае и июле 2015 года соответственно считались самыми удалёнными от Земли спектроскопически подтверждёнными галактиками, свет от них до Земли шёл 13,130 и 13,2 млрд лет соответственно.
В созвездии Волопаса есть и другие объекты:
- ZTF J153932.16+502738.8— двойной белый карлик, на расстоянии около 2,3 килопарсек. Было обнаружено, что период обращения этих звёзд уменьшается, и они сольются через 130 000 лет.
- HD 128311 (также HN Волопаса)— звезда с двумя экзопланетами. Компонент b открыт в 2002 году и имеет массу 2,18±0,02 MJ, а также является водным гигантом на расстоянии около 1 а. е., то есть находится в обитаемой зоне. Компонент c был открыт в 2005 году и имеет массу 3,2±0,03 MJ. Является серным гигантом.
- HD 132406— жёлтый карлик имеющий массу 1,09 солнечных, температуру 5885 К и возраст 6,4 млрд лет. А также у этой звезды есть экзопланета с массой 5,61 MJ, которая была открыта в 2007 году доплеровским методом. С такими характеристиками эта звезда напоминает Солнце.
- HAT-P-4— двойная звезда с вращающейся вокруг одной из них экзопланетой. Радиус первой из них 1,26 солнечных, второй— 1,59. Температура обеих около 5860 K. Экзопланета была открыта 2 октября 2007 года сотрудниками проекта HATNet, имеет массу 0,68±0,04 MJ и радиус 1,27±0,05 RJ, горячий Юпитер.

## История
Древнее созвездие. Альтернативное название в Древней Греции — Арктофилакс («Страж медведицы», имеется в виду созвездие Большая Медведица). Включено в каталог звёздного неба Клавдия Птолемея «Альмагест».
Созвездие ассоциируется с Аркадом, сыном нимфы Каллисто, по ошибке затравившим на охоте мать, превращённую богиней Герой в медведицу.